# 무신 USA
무신 USA(武神  USA, God of Martial Arts)는 태권도를 기반으로 한 대한민국의 종합격투기 대회인 '무신'의 미국 지사 대회이다.

## 대회 결과
무신 USA 1회 대회 (무신 3회 대회) - 2009년 12월 11일
경기결과
무신 USA 2회 대회 (무신 4회 대회) - 2010년 5월 21일
- 슈퍼 헤비급 경기: 팀 실비아 vs 마리우즈 후지노우스키

실비아가 2라운드 1분 43초에 기권승
- 헤비급 경기: 죠쉬 바네스 vs 트레비스 위우프

위우프가 1라운드 34초에 펀치 공격으로 KO 승
- 미들급 경기: 트레비스 루써 vs 라파엘 나탈

나탈이 1라운드 4분 12초에 펀치 공격으로 TKO 승
- 라이트급 경기: 이베스 에드워즈 vs 마이크 캠프벨

캠프벨이 3라운드 종료 후 판정승
- 여성 경기: 타라 라로사 vs 록산 모다페리

모다페리가 3라운드 종료 후 판정승
- 라이트 헤비급 경기: 김호진 vs 루카즈 주르코스키

주르코스키가 1라운드 2분 22초에 펀치 공격으로 TKO 승
- 웰터급 경기: 랄프 존슨 vs 포레스트 페츠

페츠가 3라운드 종료 후 판정승
- 웰터급 경기: 맷 리 vs 브렛 오테리

리가 2라운드 1분 46초에 펀치 공격으로 KO 승
- 미들급 경기: 프레데릭 벨레톤 vs 앤쏘니 랩슬레이

랩슬레이가 1라운드 59초에 니바로 기권승
- 헤비급 경기: 폴 베리 vs 스티프 미오식

미오식이 2라운드 1분 32초에 펀치 공격으로 TKO 승